# Црква Светих арханђела Михаила и Гаврила у Банатском Аранђелову
Црква Светих Архангела Михаила и Гаврила у Банатском Аранђелову, општина Нови Кнежевац, посвећена је Светим арханђелима Михаилу и Гаврилу. Припада Епархији банатској Српске православне цркве. Ова црква је споменик културе и представља значајно културно добро.

## Историјат цркве
Градња цркве започета је 1817, а завршена 1827. године. Храм је освећен 26. јула 1827. године, на дан летњег Ахангела Михаила, који је од тада храмовна крсна слава. Грађен је од добровољних прилога верника и помоћи Општинске управе која је у закуп на 30 година дала пашњак, а добијена средства усмерила на градњу цркве. Иконостас је осликан 1839. године. Уљаним бојама на дрвеној површини, осликао га је Никола Алексић. Звоник висине преко 30 метара, изграђен је касније, 1857. године. До 1908. године, црквена порта била је ограђена бодљикавом жицом. Замењена је дрвеном оградом која је стајала наредних 25 година, до 1933. када је порта коначно добила металну ограду са вратима на северу и југу. У близини храма налази се и парохијски дом. И храм и дом реновирани су од 1984. до 1986. године.